# Björnhult
Björnhult is een plaats in de gemeente Oskarshamn in het landschap Småland en de provincie Kalmar län in Zweden. De plaats heeft 102 inwoners (2000) en een oppervlakte van 18 hectare.